# Gustáv Reuss
Gustáv Reuss (1818 - 1861) va ser un famós escriptor de ciència-ficció, astrònom, botànic eslovac. El seu pare, Samuel va ser un membre actiu de la societat científica Malohont i un dels primers a iniciar recopilacions de contes populars d'Eslovàquia. Aquesta activitat va ser continuada pels seus fills Luis i Gustáv, els compiladors del Codex Revúcka: una col·lecció de contes populars.
Va estudiar medicina a Viena i Budapest, i el seu interès per la ciència li va portar a estudiar astronomia.

## Premis i reconeixements
- Premi de Ciència Ficció Gustáv Reuss

### Epònims
- (Rubiaceae) Reussia Dennst.[1]